# مرسکوی
مرسکوی (به روسی: Морской) روستایی توریستی که در سه کیلومتری شهر ییسم، ابلاست کراسنودار قرار دارد. جمعیت روستا در سال ۲۰۱۰، ۴۴۷ نفر بوده که نسب به قبل روندی نزولی داشته‌است. این روستا دارای پلاژ برهنگی دو پارک‌آبی می‌باشد.